# Olympische Sommerspiele 1992/Segeln

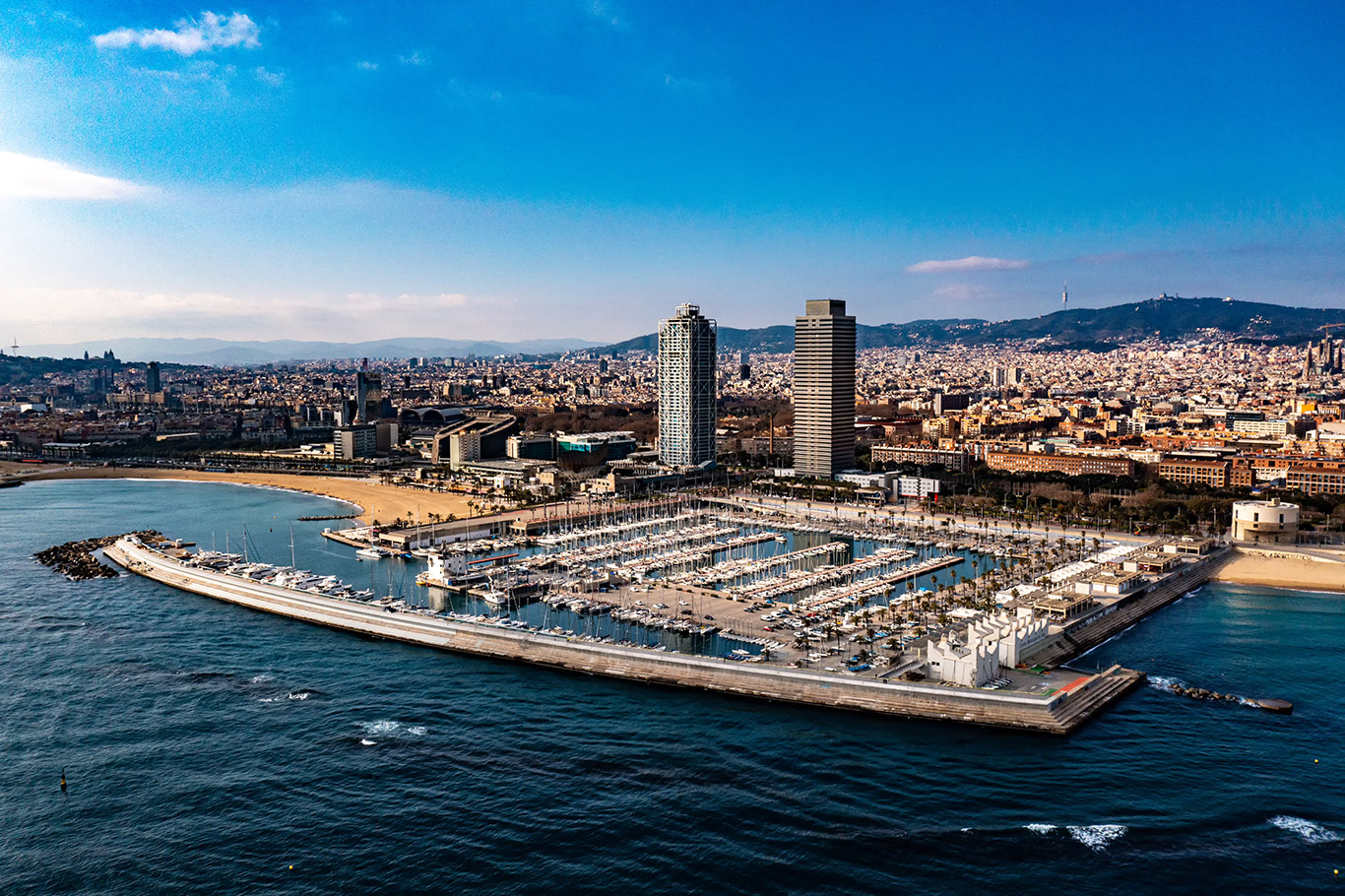
Olympiahafen Barcelona

Bei den XXV. Olympischen Sommerspielen 1992 in Barcelona fanden zehn Wettkämpfe im Segeln im Port Olímpic statt. Je drei waren für Männer und Frauen ausgeschrieben, vier für beide Geschlechter.

## Bilanz

Olympische Bootsklassen 1992 (von links): Europe, Windsurfen, Finn-Dinghy, 470er, Flying Dutchman, Tornado, Star, Soling

### Medaillenspiegel
| Platz  | Land               | Gold | Silber | Bronze | Gesamt |
| ------ | ------------------ | ---- | ------ | ------ | ------ |
| 1      | Spanien            | 4    | 1      | –      | 5      |
| 2      | Frankreich         | 2    | –      | –      | 2      |
| 3      | Vereinigte Staaten | 1    | 6      | 2      | 9      |
| 4      | Neuseeland         | 1    | 2      | 1      | 4      |
| 5      | Dänemark           | 1    | –      | 1      | 2      |
| 6      | Norwegen           | 1    | –      | –      | 1      |
| 7      | China              | –    | 1      | –      | 1      |
| 8      | Australien         | –    | –      | 2      | 2      |
| 9      | Estland            | –    | –      | 1      | 1      |
| 9      | Großbritannien     | –    | –      | 1      | 1      |
| 9      | Kanada             | –    | –      | 1      | 1      |
| 9      | Niederlande        | –    | –      | 1      | 1      |
| Gesamt | Gesamt             | 10   | 10     | 10     | 30     |

### Medaillengewinner
Männer
| Disziplin   | Gold                                    | Silber                                         | Bronze                              |
| ----------- | --------------------------------------- | ---------------------------------------------- | ----------------------------------- |
| Finn-Dinghy | José van der Ploeg                      | Brian Ledbetter                                | Craig Monk                          |
| Windsurfen  | Franck David                            | Michael Gebhardt                               | Lars Kleppich                       |
| 470er       | Spanien Jordi Calafat Francisco Sánchez | Vereinigte Staaten Kevin Burnham Morgan Reeser | Estland Tõnu Tõniste Toomas Tõniste |

Frauen
| Disziplin  | Gold                                   | Silber                                | Bronze                                      |
| ---------- | -------------------------------------- | ------------------------------------- | ------------------------------------------- |
| Europe     | Linda Andersen                         | Natalia Vía Dufresne                  | Julia Trotman                               |
| Windsurfen | Barbara Kendall                        | Zhang Xiaodong                        | Dorien de Vries                             |
| 470er      | Spanien Theresa Zabell Patricia Guerra | Neuseeland Leslie Egnot Janet Shearer | Vereinigte Staaten J. J. Isler Pamela Healy |

Offene Klassen
| Disziplin       | Gold                                           | Silber                                                    | Bronze                                                       |
| --------------- | ---------------------------------------------- | --------------------------------------------------------- | ------------------------------------------------------------ |
| Flying Dutchman | Spanien Luis Doreste Blanco Domingo Manrique   | Vereinigte Staaten Stephen Bourdow Paul Foerster          | Dänemark Jens Bojsen-Møller Jørgen Bojsen-Møller             |
| Star            | Vereinigte Staaten Hal Haenel Mark Reynolds    | Neuseeland Donald Cowie Rod Davis                         | Kanada Eric Jespersen Ross MacDonald                         |
| Soling          | Dänemark Jesper Bank Steen Secher Jesper Seier | Vereinigte Staaten James Brady Douglas Kern Kevin Mahaney | Großbritannien Robert Cruickshank Lawrie Smith Ossie Stewart |
| Tornado         | Frankreich Yves Loday Nicolas Hénard           | Vereinigte Staaten Randy Smyth Keith Notary               | Australien Mitch Booth John Forbes                           |

## Ergebnisse Männer

### Finn Dinghy
27. Juli bis 3. August
| Platz | Land | Athlet             | Punkte |
| ----- | ---- | ------------------ | ------ |
| 1     | ESP  | José van der Ploeg | 33,4   |
| 2     | USA  | Brian Ledbetter    | 54,7   |
| 3     | NZL  | Craig Monk         | 64,7   |
| 4     | GBR  | Stuart Childerley  | 68,1   |
| 5     | SWE  | Fredrik Lööf       | 68,7   |
| 6     | SUI  | Othmar Müller      | 70,0   |
| 7     | FRA  | Xavier Rohart      | 75,0   |
| 8     | AUT  | Hans Spitzauer     | 79,4   |

### Windsurfen(Mistral)
27. Juli bis 2. August
| Platz | Land | Athlet                       | Punkte |
| ----- | ---- | ---------------------------- | ------ |
| 1     | FRA  | Franck David                 | 70,7   |
| 2     | USA  | Michael Gebhardt             | 71,1   |
| 3     | AUS  | Lars Kleppich                | 98,7   |
| 4     | NZL  | Bruce Kendall                | 105,7  |
| 5     | AUT  | Christoph Sieber             | 110,1  |
| 6     | ESP  | Asier Fernández de Bobadilla | 117,0  |
| 7     | NED  | Stephan van den Berg         | 117,1  |
| 8     | ISR  | Amit Inbar                   | 119,1  |

### 470er
27. Juli bis 3. August
| Platz | Land | Athleten                             | Punkte |
| ----- | ---- | ------------------------------------ | ------ |
| 1     | ESP  | Jordi Calafat Francisco Sánchez      | 50,0   |
| 2     | USA  | Kevin Burnham Morgan Reeser          | 66,7   |
| 3     | EST  | Tõnu Tõniste Toomas Tõniste          | 68,7   |
| 4     | FIN  | Petri Leskinen Mika Aarnikka         | 69,7   |
| 5     | NOR  | Herman Horn Johannessen Pål McCarthy | 71,7   |
| 6     | GBR  | Paul Brotherton Andrew Hemmings      | 76,4   |
| 7     | NZL  | Craig Greenwood Jon Bilger           | 80,4   |
| 8     | GER  | Wolfgang Hunger Rolf Schmidt         | 82,4   |

## Ergebnisse Frauen

### Europe
27. Juli bis 3. August
| Platz | Land | Athletin             | Punkte |
| ----- | ---- | -------------------- | ------ |
| 1     | NOR  | Linda Andersen       | 48,7   |
| 2     | ESP  | Natalia Vía Dufresne | 57,4   |
| 3     | USA  | Julia Trotman        | 62,7   |
| 4     | NZL  | Jenny Armstrong      | 65,0   |
| 5     | DEN  | Dorte Jensen         | 65,7   |
| 6     | EST  | Krista Kruuv         | 67,1   |
| 7     | NED  | Martine van Leeuwen  | 67,7   |
| 8     | ITA  | Arianna Bogatec      | 69,0   |

### Windsurfen(Mistral)
27. Julis bis 2. August
| Platz | Land | Athletin           | Punkte |
| ----- | ---- | ------------------ | ------ |
| 1     | NZL  | Barbara Kendall    | 47,8   |
| 2     | CHN  | Zhang Xiaodong     | 65,8   |
| 3     | NED  | Dorien de Vries    | 68,7   |
| 4     | FRA  | Maud Herbert       | 78,0   |
| 5     | USA  | Lanee Butler       | 95,7   |
| 6     | GBR  | Penny Way-Wilson   | 99,4   |
| 7     | ITA  | Alessandra Sensini | 101,4  |
| 8     | NOR  | Jorunn Horgen      | 102,7  |

### 470er
27. Juli bis 3. August
| Platz | Land | Athletinnen                           | Punkte |
| ----- | ---- | ------------------------------------- | ------ |
| 1     | ESP  | Theresa Zabell Patricia Guerra        | 30,7   |
| 2     | NZL  | Leslie Egnot Janet Shearer            | 39,7   |
| 3     | USA  | J. J. Isler Pamela Healy              | 42,4   |
| 4     | EUN  | Laryssa Moskalenko Olena Pacholtschyk | 43,0   |
| 5     | JPN  | Yumiko Shige Alicia Kinoshita         | 53,7   |
| 6     | FRA  | Florence Le Brun Odile Barre          | 65,7   |
| 7     | ITA  | Maria Quarra Anna Maria Barabino      | 68,7   |
| 8     | GER  | Peggy Hardwiger Christina Pinnow      | 71,7   |

## Ergebnisse Offene Klassen

### Flying Dutchman
27. Juli bis 3. August
| Platz | Land | Athleten                                | Punkte |
| ----- | ---- | --------------------------------------- | ------ |
| 1     | ESP  | Luis Doreste Blanco Domingo Manrique    | 29,7   |
| 2     | USA  | Stephen Bourdow Paul Foerster           | 32,7   |
| 3     | DEN  | Jens Bojsen-Møller Jørgen Bojsen-Møller | 37,7   |
| 4     | NZL  | Murray Jones Gregory Knowles            | 68,0   |
| 5     | GER  | Albert Batzill Peter Lang               | 70,4   |
| 6     | SWE  | Mats Nyberg Johan Lindell               | 78,4   |
| 7     | NOR  | Ole Petter Pollen Knut Frostad          | 80,7   |
| 8     | SUI  | Jan Eckert Piet Eckert                  | 81,7   |

### Star
27. Juli bis 3. August
| Platz | Land | Athleten                           | Punkte |
| ----- | ---- | ---------------------------------- | ------ |
| 1     | USA  | Hal Haenel Mark Reynolds           | 31,4   |
| 2     | NZL  | Donald Cowie Rod Davis             | 58,4   |
| 3     | CAN  | Eric Jespersen Ross MacDonald      | 62,7   |
| 4     | NED  | Mark Neeleman Jos Schrier          | 64,0   |
| 5     | SWE  | Hans Wallén Bobby Lohse            | 65,0   |
| 6     | GER  | Hans Vogt Jörg Fricke              | 69,7   |
| 7     | AUS  | Colin Beashel David Giles          | 71,4   |
| 8     | GRE  | Iakovos Kisseoglou Dimitris Boukis | 84,0   |

### Soling
27. Juli bis 4. August
| Platz | Land | Athleten                                         |
| ----- | ---- | ------------------------------------------------ |
| 1     | DEN  | Jesper Bank Steen Secher Jesper Seier            |
| 2     | USA  | James Brady Douglas Kern Kevin Mahaney           |
| 3     | GBR  | Robert Cruickshank Lawrie Smith Ossie Stewart    |
| 4     | GER  | Jochen Schümann Thomas Flach Bernd Jäkel         |
| 5     | SWE  | Magnus Holmberg Björn Alm Johan Barne            |
| 6     | ESP  | Fernando León Felipe VI. Alfredo Vázquez Jiménez |

### Tornado
27. Juli bis 3. August
| Platz | Land | Athleten                      | Punkte |
| ----- | ---- | ----------------------------- | ------ |
| 1     | FRA  | Yves Loday Nicolas Hénard     | 40,4   |
| 2     | USA  | Randy Smyth Keith Notary      | 42,0   |
| 3     | AUS  | Mitch Booth John Forbes       | 44,4   |
| 4     | NZL  | Rex Sellers Brian Jones       | 51,7   |
| 5     | CAN  | David Sweeney Kevin Smith     | 62,7   |
| 6     | NED  | Ron van Teylingen Paul Manuel | 65,0   |
| 7     | AUT  | Andreas Hagara Roman Hagara   | 65,4   |
| 8     | BRA  | Lars Grael Clinio Freitas     | 69,7   |